# Далия (месторождение)
Далия, Блок 17 (порт. Dália) — нефтяное месторождение в Анголе. Расположено в акватории Атлантического океана на 180 км северо-западе от города Луанды. Открыто в 1997 году. Глубина океана в районе месторождения достигает 1200—1500 м.
Нефтеносность связана с олигоценовыми и миоценовыми отложениями. Начальные запасы нефти составляет 170 млн тонн.
Оператором блока 17 является французская нефтяная компания Total (40 %) и его партнерами являются: ExxonMobil (20 %), BP (16,67 %) и StatoilHydro (23,33 %). Добыча нефти 2008 году составила 7 млн тонн.